# Рі Джеффрі
Рі Джеффрі (англ. Rhi Jeffrey, 25 жовтня 1986) — американська плавчиня.
Олімпійська чемпіонка 2004 року.
Призерка Пантихоокеанського чемпіонату з плавання 2002 року.